# Ranby (Lincolnshire)
Ranby – wieś i civil parish w Anglii, w Lincolnshire, w dystrykcie East Lindsey. W 2001 roku civil parish liczyła 42 mieszkańców. Ranby jest wspomniana w Domesday Book (1086) jako Randebi.